# Lega dipartimentale di La Libertad
La lega dipartimentale di La Libertad è una delle 25 leghe dipartimentali della Copa Perú, che costituiscono la quinta divisione del campionato peruviano di calcio. È organizzata dalla FPF, la federazione calcistica peruviana.

## Storia
La Lega Dipartamentale di La Libertad è stata fondata il 23 ottobre 1976.

## Albo d'oro
| Anno | Campione                | Città             |
| ---- | ----------------------- | ----------------- |
| 1966 | Sanjuanista             | Trujillo          |
| 1967 | Carlos A. Mannucci      | Trujillo          |
| 1968 | Alfonso Ugarte          | Chiclín           |
| 1969 | Defensor Casa Grande    | Casa Grande       |
| 1970 | Alfonso Ugarte          | Chiclín           |
| 1971 | Alianza San Pedro       | San Pedro de Lloc |
| 1972 | Atl. Trujillano         | Trujillo          |
| 1973 | Carlos A. Mannucci      | Trujillo          |
| 1974 | Cementos Pacasmayo      | Pacasmayo         |
| 1975 | Atl. Chalaco            | Casa Grande       |
| 1976 | Alianza San José        | San José          |
| 1977 | Sanjuanista             | Trujillo          |
| 1978 | Sanjuanista             | Trujillo          |
| 1979 | Sanjuanista             | Trujillo          |
| 1980 | Sanjuanista             | Trujillo          |
| 1981 | Sanjuanista             | Trujillo          |
| 1982 | Sport Pilsen            | Guadalupe         |
| 1983 | Los Espartanos          | Pacasmayo         |
| 1984 | Libertad                | Trujillo          |
| 1985 | Libertad                | Trujillo          |
| 1986 | 15 de Septiembre        | Trujillo          |
| 1987 | Víctor Haya de La Torre | Trujillo          |
| 1988 | Morba                   | La Esperanza      |
| 1989 | Alfonso Ugarte          | Chiclín           |
| 1990 | Alfonso Ugarte          | Chiclín           |
| 1991 | Dep. Halcones           | El Porvenir       |
| 1992 | Defensor Taller         | Laredo            |
| 1993 | Instituto Pedagógico    | Huamachuco        |
| 1994 | Defensor Taller         | Laredo            |

| Anno | Campione                     | Città       |
| ---- | ---------------------------- | ----------- |
| 1995 | Dep. Marsa                   | Tayabamba   |
| 1996 | Carlos A. Mannucci           | Trujillo    |
| 1997 | Dep. UPAO                    | Trujillo    |
| 1998 | Dep. UPAO                    | Trujillo    |
| 1999 | Dep. UPAO                    | Trujillo    |
| 2000 | Carlos A. Mannucci           | Trujillo    |
| 2001 | Univ. César Vallejo          | Trujillo    |
| 2002 | Univ. César Vallejo          | Trujillo    |
| 2003 | Univ. César Vallejo          | Trujillo    |
| 2004 | Defensor Porvenir            | El Porvenir |
| 2005 | Independiente Ramón Castilla | Virú        |
| 2006 | Sport Vallejo                | Trujillo    |
| 2007 | Sport Vallejo                | Trujillo    |
| 2008 | Carlos A. Mannucci           | Trujillo    |
| 2009 | Universitario                | Trujillo    |
| 2010 | Carlos A. Mannucci           | Trujillo    |
| 2011 | Universitario                | Trujillo    |
| 2012 | Carlos A. Mannucci           | Trujillo    |
| 2013 | Dep. Municipal               | Huamachuco  |
| 2014 | Sport Chavelines Juniors     | Pacasmayo   |
| 2015 | Racing Club                  | Huamachuco  |
| 2016 | Racing Club                  | Huamachuco  |
| 2017 | Dep. El Inca                 | Chao        |
| 2018 | Racing Club                  | Huamachuco  |
| 2019 | Sport Chavelines Juniors     | Pacasmayo   |
| 2022 | Real Sociedad                | Chugay      |
| 2023 | Defensor Porvenir            | El Porvenir |
| 2024 |                              |             |

### Titoli per club
| Squadra                               | Titoli |
| ------------------------------------- | ------ |
| Carlos A. Mannucci                    | 7      |
| Sanjuanista (Trujillo)                | 6      |
| Alfonso Ugarte (Chiclín)              | 4      |
| Dep. UPAO                             | 3      |
| Univ. César Vallejo                   | 3      |
| Racing Club (Huamachuco)              | 3      |
| Libertad                              | 2      |
| Sport Vallejo                         | 2      |
| Universitario (Trujillo)              | 2      |
| Sport Chavelines Juniors (Pacasmayo)  | 2      |
| Defensor Taller (Laredo)              | 2      |
| Defensor Porvenir (El Porvenir)       | 2      |
| Sport Pilsen (Guadalupe)              | 1      |
| Defensor Casa Grande                  | 1      |
| Alianza San Pedro (San Pedro de Lloc) | 1      |
| Atl. Trujillano                       | 1      |
| Cementos Pacasmayo                    | 1      |
| Atl. Chalaco (Casa Grande)            | 1      |
| Alianza San José (San José)           | 1      |
| Los Espartanos (Pacasmayo)            | 1      |
| 15 de Septiembre                      | 1      |
| Víctor Haya de La Torre               | 1      |
| Morba (La Esperanza)                  | 1      |
| Dep. Halcones (El Porvenir)           | 1      |
| Instituto Pedagógico (Huamachuco)     | 1      |
| Dep. Marsa (Tayabamba)                | 1      |
| Independiente Ramón Castilla (Virú)   | 1      |
| Dep. Municipal (Huamachuco)           | 1      |
| Dep. El Inca (Chao)                   | 1      |
| Real Sociedad (Chugay)                | 1      |